# Cees Tempelaar
Cees Tempelaar (18 oktober 1956) is een voormalige Nederlandse voetballer en voetbaltrainer die bij voorkeur als verdediger speelde.

## Carrière
Tempelaar maakte zijn debuut op 30 januari 1977 in het eerste elftal van ADO Den Haag. Hij kwam in de 75e minuut voor Dojčin Perazić in het veld tijdens de thuiswedstrijd tegen Sparta Rotterdam. De uitslag van deze wedstrijd was 1-1. Tempelaar speelde bij ADO Den Haag 115 wedstrijden. Daarna speelde Tempelaar nog bij RVC Celeritas en Quick. Hij beëindigde zijn voetbalcarrière in 1989.
Op 4 april 1998 liet Tempelaar Dirk Kuijt debuteren bij Quick Boys.
In 2004 werd Tempelaar ontslagen bij SVV Scheveningen vanwege slechte resultaten. Tempelaar won met VELO een Flynth Westland Cup 2012.